# Barkoura
Barkoura är en ort i Burkina Faso.   Den ligger i regionen Sud-Ouest, i den sydvästra delen av landet, 300 kilometer sydväst om huvudstaden Ouagadougou. Barkoura ligger 322 meter över havet och antalet invånare är 273.
Terrängen runt Barkoura är platt. Närmaste större samhälle är Gaoua, 14,3 kilometer sydost om Barkoura.
Omgivningarna runt Barkoura är huvudsakligen savann. Runt Barkoura är det ganska glesbefolkat, med 48 invånare per kvadratkilometer.